# Zbiór nigdziegęsty
Zbiór {\displaystyle A} przestrzeni {\displaystyle (X,\tau )} nazywa się zbiorem nigdziegęstym wtedy i tylko wtedy, gdy wnętrze domknięcia tego zbioru jest puste:
{\displaystyle \operatorname {int} \;\operatorname {cl} \;A=\emptyset .}
Inaczej mówiąc zbiór ten nie jest gęsty w żadnym otwartym podzbiorze przestrzeni {\displaystyle X.}

## Definicja formalna
Zbiór {\displaystyle A\subseteq X} jest nigdziegęsty w {\displaystyle X} wtedy i tylko wtedy, gdy w każdym niepustym zbiorze otwartym {\displaystyle U} można znaleźć niepusty podzbiór otwarty {\displaystyle V,} rozłączny z {\displaystyle A} (tj. {\displaystyle V\subseteq U\setminus A}).

## Własności
- Rodzina {\displaystyle \mathrm {NWD} (X)} wszystkich nigdziegęstych podzbiorów {\displaystyle X} tworzy właściwy ideał podzbiorów {\displaystyle X,} tzn.

jeśli {\displaystyle A,B\in \mathrm {NWD} (X),} to {\displaystyle A\cup B\in \mathrm {NWD} (X),} oraz
jeśli {\displaystyle A\in \mathrm {NWD} (X)} i {\displaystyle B\subseteq A,} to {\displaystyle B\in \mathrm {NWD} (X),} oraz
{\displaystyle X\notin \mathrm {NWD} (X).}
- Przeliczalna suma zbiorów nigdziegęstych nie musi być nigdziegęsta: liczby wymierne są przeliczalną sumą jednoelementowych nigdziegęstych podzbiorów prostej rzeczywistej, a tworzą one gęsty podzbiór prostej.
- Jeśli {\displaystyle A\subseteq Y\subseteq X} i {\displaystyle A} jest nigdziegęsty w {\displaystyle Y} (tzn. {\displaystyle A\in \mathrm {NWD} (Y)} gdy {\displaystyle Y} jest wyposażone w topologię podprzestrzeni), to {\displaystyle A\in \mathrm {NWD} (X).}
- Załóżmy, że {\displaystyle A\subseteq Y\subseteq X} oraz albo {\displaystyle Y} jest gęstym podzbiorem {\displaystyle X} lub {\displaystyle Y} jest otwarty w {\displaystyle X.} Wówczas {\displaystyle A\in \mathrm {NWD} (X)} wtedy i tylko wtedy, gdy {\displaystyle A\in \mathrm {NWD} (Y).}

## Przykłady
- Każdy skończony podzbiór prostej jest nigdziegęsty.
- Klasyczny zbiór Cantora jest nigdziegęstym podzbiorem prostej rzeczywistej. Każdy podzbiór prostej który jest homeomorficzny ze zbiorem Cantora jest nigdziegęsty (w {\displaystyle \mathbb {R} }).
- Istnieją nigdziegęste domknięte podzbiory {\displaystyle \mathbb {R} } które mają dodatnią miarę Lebesgue’a, np. zbiór Cantora otrzymany przez wyrzucanie na kroku {\displaystyle n} odcinków długości {\displaystyle 5^{-n}.}

## Uogólnienia

### s0-zbiory
Motywowany przez charakteryzację podaną w lemacie, polski matematyk Edward Marczewski wprowadził w 1935 pojęcie {\displaystyle (s_{0})}-zbiorów.
Powiemy, że podzbiór {\displaystyle A} prostej rzeczywistej {\displaystyle \mathbb {R} } jest {\displaystyle (s_{0})}-zbiorem Marczewskiego, jeśli dla każdego doskonałego zbioru {\displaystyle P\subseteq \mathbb {R} } można znaleźć jego doskonały podzbiór rozłączny z {\displaystyle A.}
Zbiory {\displaystyle (s_{0})} tworzą {\displaystyle \sigma }-ideał podzbiorów {\displaystyle \mathbb {R} .}

### ZbioryA-nigdziegęste
W drugiej połowie XX w. wprowadzono wspólne uogólnienie pojęcia zbiorów {\displaystyle (s_{0})} i zbiorów nigdziegęstych. Schemat tego uogólnienia może być przedstawiony w sposób następujący.
Niech {\displaystyle {\mathcal {A}}} będzie pewną rodziną niepustych podzbiorów przestrzeni {\displaystyle X.}
Powiemy, że zbiór {\displaystyle A\subseteq X} jest {\displaystyle {\mathcal {A}}}-nigdziegęsty jeśli każdy element {\displaystyle U\in {\mathcal {A}}} zawiera podzbiór {\displaystyle V\in {\mathcal {A}}} rozłączny z {\displaystyle A.}
Jeśli {\displaystyle {\mathcal {A}}} jest rodziną niepustych otwartych podzbiorów {\displaystyle X,} to powyższa definicja określa nigdziegęste podzbiory {\displaystyle X.} Jeżeli {\displaystyle {\mathcal {A}}} jest rodziną zbiorów doskonałych, zaś {\displaystyle X=\mathbb {R} ,} to otrzymujemy z kolei {\displaystyle (s_{0})}-zbiory Marczewskiego.
W literaturze matematycznej można spotkać też inne przykłady rodzin {\displaystyle {\mathcal {A}}} używanych w tym kontekście, niektóre z tych rodzin są związane z forsingami drzewiastymi.